# Eichstedt
Eichstedt es un municipio situado en el distrito de Stendal, en el estado federado de Sajonia-Anhalt (Alemania), a una altitud de 34 metros. Su población a finales de 2015 era de unos 900 habitantes y su densidad poblacional, 27 hab/km².